# Transienti ottici blu e veloci
In astronomia, un transiente ottico blu e veloce (in inglese fast blue optical transient) è un fenomeno transiente di recente scoperta, causato da un processo astrofisico ad altissima energia di cui la natura è ancora ignota. Sono stati segnalati alcuni FBOT, il più famoso è SN 2018cow o AT2018cow (la "Mucca") e, a marzo 2020, lo ZTF18abvkwla (il "Koala").
Più recentemente, nel maggio 2020, è stato segnalato un FBOT molto più potente (CRTS-CSS161010 J045834-081803, noto anche, più brevemente, come CSS161010) e, in quanto tale, prototipo di questa nuova classe di fenomeni estremi. Il fenomeno è stato estremo sotto molteplici aspetti. L'energia cinetica (Ek) dell'evento è pari a 1044-45 Joule, paragonabile a quella delle più potenti supernove e lampi gamma, nonché TDEs con getti. Inoltre, se è vero che il materiale è stato proiettato a velocità "solo" mediamente relativistiche (circa il 55% della velocità della luce), è soprattutto la quantità di massa espulsa ad essere immane: dall'1% al 10% di un'intera massa solare. Ciò è strabiliante se si pensa che gli stessi lampi gamma, le più potenti esplosioni dell'universo, proiettano a velocità relativistiche solo un milionesimo di una massa solare.